# Habenaria rolfeana
Habenaria rolfeana är en orkidéart som beskrevs av Rudolf Schlechter. Habenaria rolfeana ingår i släktet Habenaria och familjen orkidéer. Inga underarter finns listade i Catalogue of Life.